# Aldo Marzorati
Aldo Marzorati (fl. XX secolo) è stato un calciatore italiano.

## Carriera
Dopo aver giocato per una stagione nel Pro Napoli in Prima Categoria, dove siglò 5 reti in 6 partite, nel 1921 venne acquistato dal Savoia di Torre Annunziata. Dopo aver giocato 9 gare nel suo primo campionato, successivamente trovò meno spazio in squadra. Con i campani si laureò vice Campione d'Italia nel 1924, anno in cui collezionò un solo gettone di presenza, nella vittoria per 5-1 contro la Salernitanaudax.
Nel suo palmarès un titolo di campione dell'Italia Centromeridionale e due titoli di campione Campano.

In totale con i biancoscudati disputò 12 partite nei tre campionati disputati, senza trovare mai la via del gol.

In totale in massima serie collezionò 16 presenze e 4 reti.

## Statistiche

### Presenze e reti nei club
| Stagione        | Squadra         | Campionato      | Campionato | Campionato | Coppe nazionali | Coppe nazionali | Coppe nazionali | Altre coppe | Altre coppe | Altre coppe | Totale | Totale |
| Stagione        | Squadra         | Comp            | Pres       | Reti       | Comp            | Pres            | Reti            | Comp        | Pres        | Reti        | Pres   | Reti   |
| --------------- | --------------- | --------------- | ---------- | ---------- | --------------- | --------------- | --------------- | ----------- | ----------- | ----------- | ------ | ------ |
| 1919-1920       | Pro Napoli      | PC              | 6          | 5          |                 |                 |                 |             |             |             | 6      | 5      |
| 1921-1922       | Savoia          | PD              | 9          | 0          |                 |                 |                 |             |             |             | 9      | 0      |
| 1922-1923       | Savoia          | PD              | 2          | 0          |                 |                 |                 |             |             |             | 2      | 0      |
| 1923-1924       | Savoia          | PD              | 1          | 0          |                 |                 |                 |             |             |             | 1      | 0      |
| Totale Savoia   | Totale Savoia   | Totale Savoia   | 12         | 0          |                 |                 |                 |             |             |             | 12     | 0      |
| Totale carriera | Totale carriera | Totale carriera | 18         | 5          |                 |                 |                 |             |             |             | 18     | 5      |

## Palmarès

### Club

#### Competizioni nazionali
- Campione dell'Italia Centro Meridionale: 1

Savoia: 1923-1924

#### Competizioni regionali
- Campione Campano: 2

Savoia: 1922-1923, 1923-1924